# Duntulm Castle

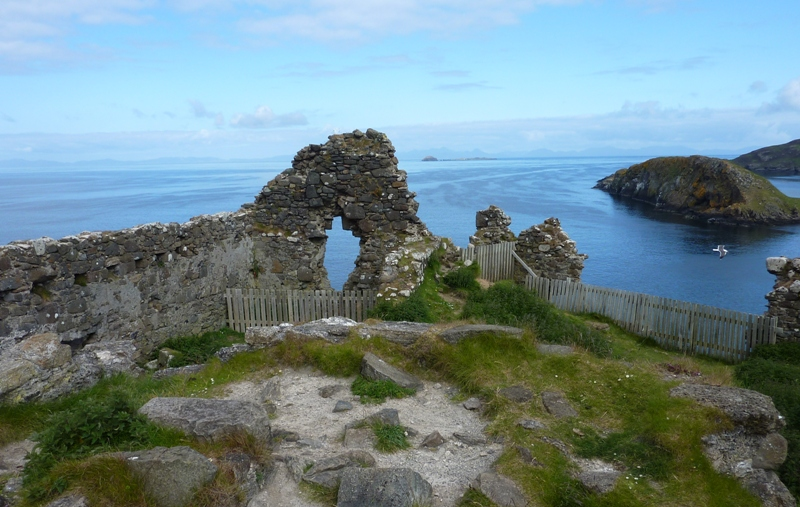
De zeventiende-eeuwse westvleugel van Duntulm Castle met op de achtergrond Duntulm Bay

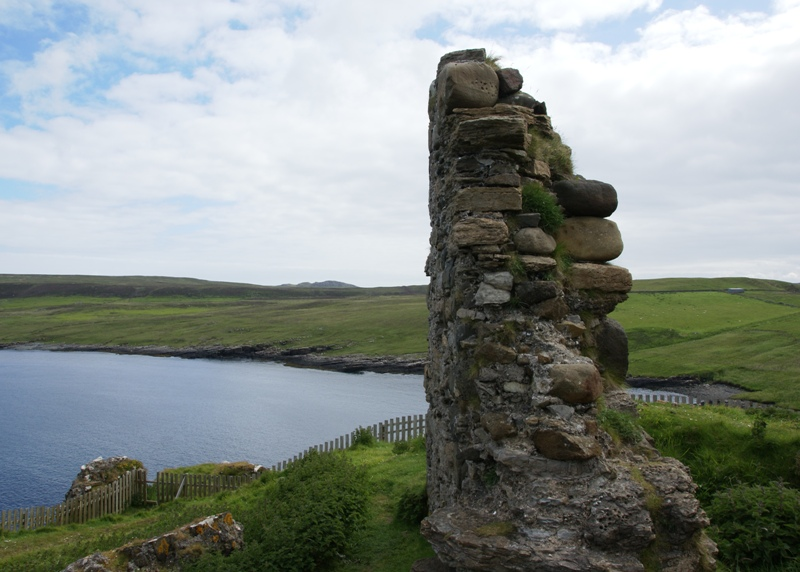
Een deel van de kasteelruïne aan de oostzijde

Duntulm Castle is een kasteelruïne met delen uit de vijftiende en zeventiende eeuw, gelegen in Duntulm op het schiereiland Trotternish op het eiland Skye in de Schotse regio Highland.

## Geschiedenis
Op de plaats van Duntulm Castle zou in de ijzertijd een dun of een broch hebben gelegen, die later door de Vikingen als versterking werd gebruikt. De dun zou Dun Dhaibhidh (Het fort van David) hebben geheten. Deze David zou de naam van de Viking zijn die de versterking veroverde. Voor het bestaan van een dun of broch kon tijdens opgravingen in 1961 echter geen bewijs worden gevonden.
Duntulm Castle werd in de vijftiende eeuw gebouwd door de MacLeods van Dunvegan, die in die tijd baljuws waren van het schiereiland Trotternish, waar het kasteel zich op bevond.
Het schiereiland kende in de volgende periode een groot aantal gevechten tussen de clan MacLeod en de clan MacDonald. De MacDonalds overwonnen uiteindelijk de MacLeods en hun claim op Trotternish werd erkend door de Schotse koning.
Rond 1539 was Duntulm Castle de zetel van Donald Gorm, het eerste clanhoofd van de MacDonalds van Sleat. Zijn minderjarige zoon volgde hem na zijn dood in 1539 op. In 1540 bezocht Jacobus V Skye, waarbij hij ook Duntulm Castle bezocht.
Aan het einde van de zestiende eeuw verkeerde Duntulm Castle in een vervallen staat.
In de zeventiende eeuw was Trotternish stevig in handen van de MacDonalds van Sleat. Sir Donald MacDonald van Sleat (ook wel Donald Gorm Og genoemd), het negende clanhoofd, betrok in 1618 het kasteel en liet het verbouwen.
In 1625 werd het hoofd van de MacDonalds van Sleat verheven tot baronet van Nova Scotia. Sir James, de tweede baronet, steunde de markies van Montrose en deed mee aan de invasie van Engeland in 1651. Sir Donald, de vierde baronet, steunde de Jacobieten in de Slag van Killiecrankie in 1689 en deed mee in de opstand van 1715.
In 1730 werd Duntulm Castle verlaten; de MacDonalds van Sleat trokken eerst naar Monkstadt House, daarna naar Armadale Castle in Sleat. Stenen van Duntulm Castle werden door Sir Alexander MacDonald gebruikt om Monkstadt House te bouwen.

## Bouw
Duntulm Castle is gelegen op een rotshoogte die uitkijkt over Duntulm Bay.
De plattegrond van het kasteel vormt min of meer een onregelmatige vierhoek, waarbij de zuidzijde west-oost loopt, de westzijde zuid-noord, de noordzijde noordwest-zuidoost en de oostzijde noordoost-zuidwest.
Aan de landzijde (zuidzijde) werd het kasteel beschermd door een greppel; aan alle andere zijden door steile hellingen en kliffen. Over de greppel bevond zich vermoedelijk een hangbrug. De rotshoogte was vermoedelijk omringd door een muur van kalkstenen brokken; enkel aan de noordzijde is een deel van de muur bewaard gebleven. Aan de noordzijde bevindt zich in deze muur een zeepoort die toegang gaf tot een nauw platform waar mensen en goederen vanaf een schip opgetakeld konden worden. In de noordoostelijke hoek bevindt zich een klein bastion.
Het kasteel bestaat uit een vijftiende-eeuwse donjon in de zuidwestelijke hoek, die in een zeer vervallen staat verkeert. De donjon meet 25 bij 9 meter. Enkel de gewelfde kelders zijn overgebleven. Eromheen bevinden zich een aantal ruïneuze gebouwen uit de zeventiende eeuw, gesitueerd om een binnenplaats.
Het door de muur omsloten gebied is niet vlak en beslaat zo'n 730 vierkante meter. Het hoogste punt bevindt zich in de zuidwestelijke hoek, waar de donjon stond. Een trap was tegen de noordmuur van de donjon aan gebouwd en leidde naar een losstaande en ruïneuze toren, die vermoedelijk uit de zeventiende eeuw stamde. Deze toren bestond uit twee verdiepingen en een zolder. In 1990 stortte deze toren in.
In de noordwestelijke hoek van het door de muur omsloten gebied bevindt zich een langwerpig gebouw van twee verdiepingen, vermoedelijk ook uit de zeventiende eeuw. Dit gebouw is 10,3 meter lang en 4,6 meter breed met muren van 66 centimeter dik.
Aan de zuidzijde van de kasteelruïne staat een gedenkteken ter ere van de MacArthurs, die de pijpers waren van de MacDonalds in de achttiende eeuw.

## Folklore
Er wordt beweerd dat in Duntulm Castle vele geesten rondwaren.
Hugh MacDonald, neef van het derde clanhoofd Donald Gorm Mor, zou hier zijn gevangengezet en zijn doodgehongerd, nadat hij het plan had opgevat om zijn familieleden te vermoorden. Hij kreeg enkel gezouten vlees en geen water. Zijn doodskreten zouden nog steeds te horen zijn.
Er zou een verschijning zijn van een huilende Margaret, een zus van Rory Mor MacLeod van Dunvegan, die uitgehuwelijkt werd aan Donald Gorm Mor. Zij had een oog verloren tijdens een ongeluk en haar man zond haar om die reden terug naar Dunvegan op een eenogig paard vergezeld van een eenogige dienaar en een eenogige hond. Een variant van dit verhaal vertelt dat Margaret verliefd was op de eerder genoemde Hugh en verscheurd werd door verdriet toen hij doodhongerde.
De geest van de derde clanleider, Donald Gorm Mor, zou nog brallend en drinkend rondwaren samen met een tweetal vrienden. Zijn neef en opvolger zou samen met een priester de geesten hebben gedwongen stiller te zijn tijdens hun drankgelag, dat elke nacht plaatsvond.
Er zou een verschijning van een kindermeid zijn die steeds weer een baby uit een raam laat vallen op de rotsen eronder. Haar angstige kreten en het gehuil van de baby zouden nog in het kasteel te horen zijn. De kindermeid werd door de woedende vader in een lekkende boot de zee opgestuurd, al gaat het verhaal dat zijn dienaren de vrouw wisten te redden.

## Beheer
Duntulm Castle wordt beheerd door de Highland Council.
Enkel het exterieur kan bekeken worden; de kasteelruïne is gevaarlijk bouwvallig.